# Stadtpoliklinik Kaunas

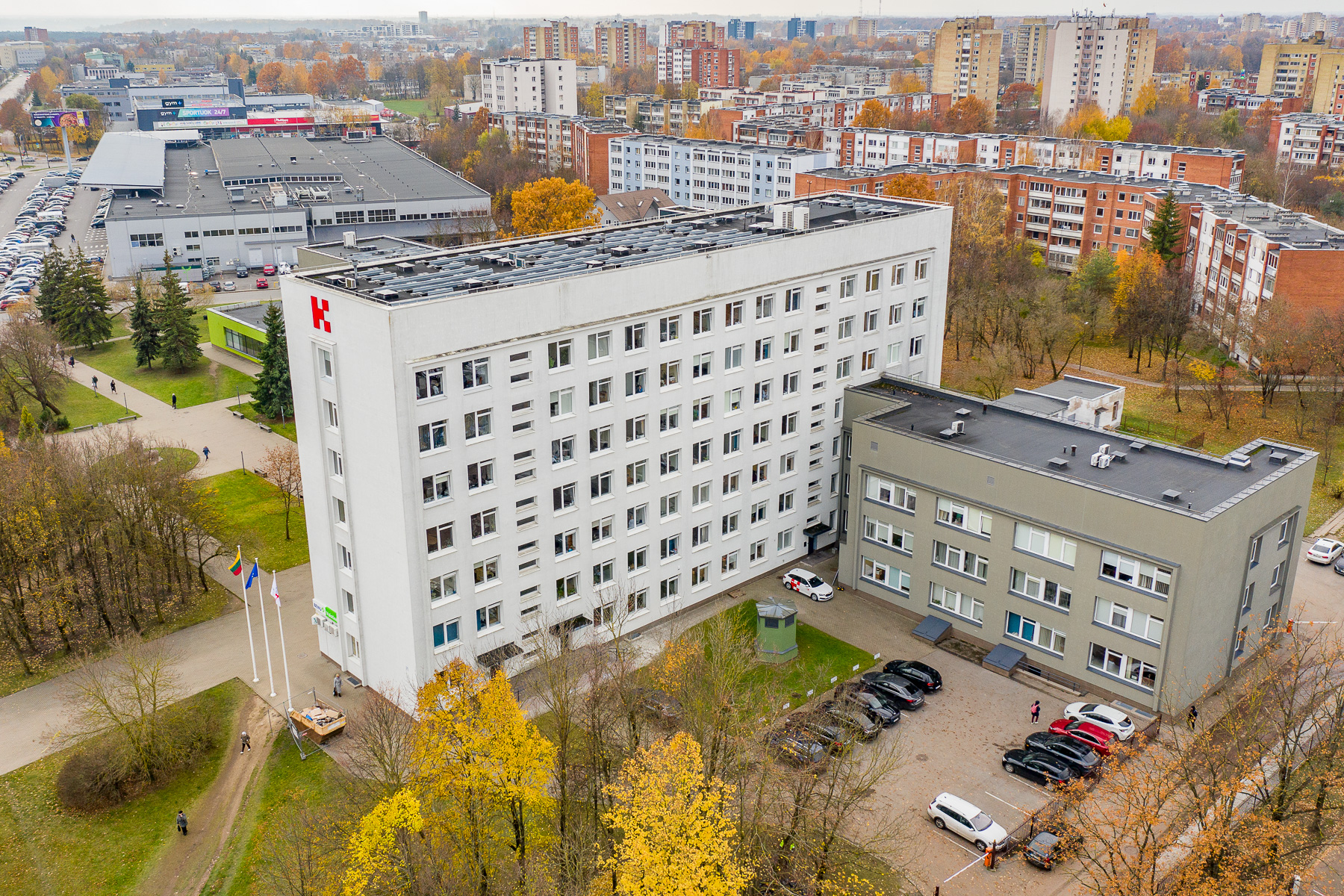
Filiale in Dainava

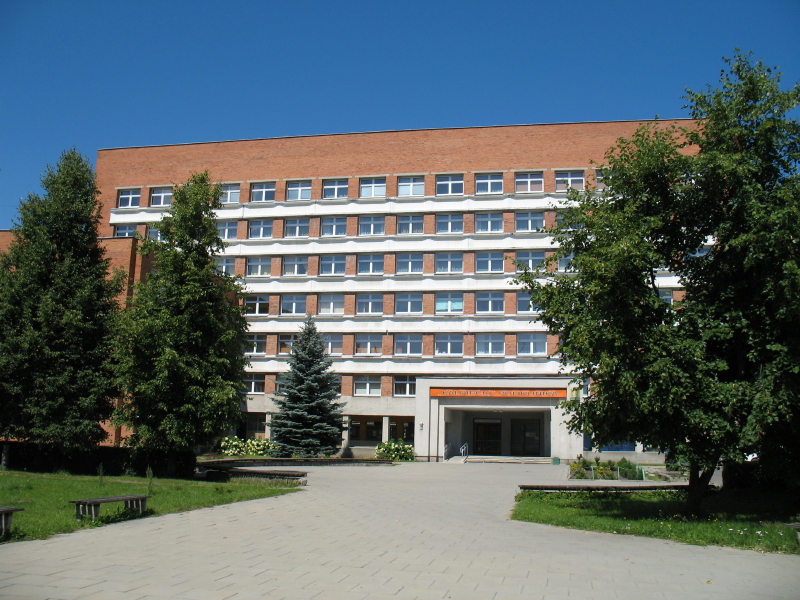
Abteilung Kalniečiai

Die Stadtpoliklinik Kaunas (VšĮ Kauno miesto poliklinika) ist eine kommunale Poliklinik der Stadtgemeinde Kaunas in der zweitgrößten litauischen Stadt Kaunas. 
Der Hauptsitz ist Pramonės prospektas 31, im Stadtteil Dainava. 

## Geschichte
Die Stadtpoliklinik entstand aus fünf juridisch selbständigen kommunalen Polikliniken der Stadtgemeinde Kaunas, um etwa 1 Mio. Euro pro Jahr aus organisatorischen Gründen zu sparen. Am 2. Januar 2018 wurde die Öffentliche Anstalt Viešoji įstaiga Kauno Dainavos poliklinika zu VšĮ Kauno miesto poliklinika reorganisiert. 2024 gab es 1.650 Mitarbeiter.